# Mateusz Kopyciński
Mateusz Kopyciński (ur. 20 marca 1988) – polski piłkarz ręczny, lewoskrzydłowy, od 2007 zawodnik Warmii Olsztyn.
Wychowanek MKS-u Brodnica. Następnie uczył się i występował w SMS Gdańsk. W 2007 został zawodnikiem Warmii Olsztyn. W latach 2007–2012 występował w jej barwach w najwyższej klasie rozgrywkowej. W sezonie 2015/2016 był czołowym strzelcem olsztyńskiego klubu w I lidze – w 26 meczach zdobył 108 bramek. W 2017 roku przeszedł do SPR Pomezanii Malbork. Po roku gry wrócił do Warmii Olsztyn, gdzie gra do dziś.
Reprezentant Polski w kategoriach juniorów i młodzieżowców. W 2007 uczestniczył w mistrzostwach świata U-19 w Bahrajnie, podczas których zdobył m.in. osiem bramek w wygranym meczu z Marokiem (35:21). W 2008 wziął udział w mistrzostwach Europy U-20 w Rumunii. W październiku 2009 wraz z kadrą B wystąpił w turnieju w Wągrowcu – zagrał w meczu z drugą reprezentacją Norwegii (25:25), w którym rzucił dwa gole.